# Guda
Guda va ser una monja i il·lustradora de manuscrits alemanya del segle xii.

## Carrera
És la copista i il·luminadora d'un homiliari d'autor desconegut conservat a la Universitätsbibliothek (Biblioteca Universitària) de Frankfurt del Main (Ms. Barth. 42) i procedent de la catedral imperial de Sant Bartomeu de Frankfurt (Kaiserdom St. Bartholomäus). Al foli 110 verso hi ha, a la inicial "D" de la paraula "Dominus", un autoretrat on apareix dreta i sostenint amb la mà esquerra una cinta que surt de la mateixa lletra i on s'hi llegeix en llatí: "Guda peccatrix mulier scripsit quae pinxit hunc librum" ("Guda, pecadora, va escriure i va pintar aquest llibre"). La seva mà dreta s'aixeca vers l'espectador.
La resta de capitals ornades del llibre (en total nou) estan decorades amb elements figuratius no humans com flors o dracs, i només en una capital del sermó del dia de l'Assumpció de Maria hi apareix una miniatura de la Verge.
Guda apareix representada amb hàbit de monja; se suposa, per tant, que hauria estat una monja d'un convent femení de Renània. Però no es té més informació sobre la seva persona. El nom de "Guda" pot ser una variant de "Guta" (l'actual Jutta).

## Llegat
Els erudits creuen que Guda va ser una de les primeres dones de la civilització occidental a crear un autoretrat signat. El fet que un artista signi la seva obra és molt estrany en aquesta època.